# Mfengu

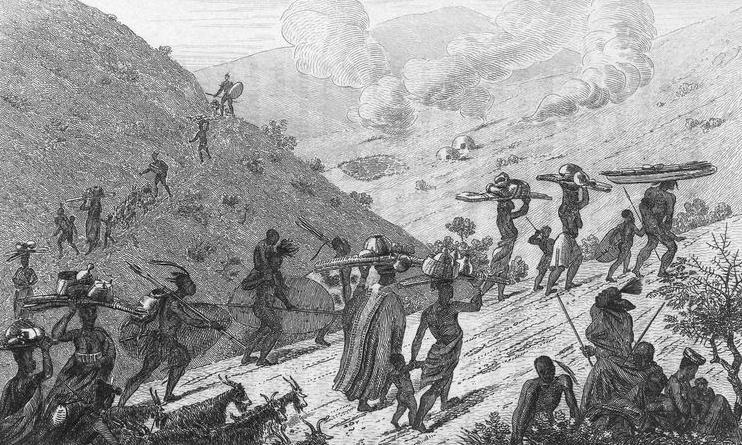
Mfengu in den 1840er Jahren

Die Mfengu (auch Fengu oder Fingo; Plural auch amaFengu) sind eine zu den Bantu gehörende Ethnie im heutigen Südafrika. Ursprünglich standen sie den Zulu nahe, werden aber heute meist zu den Xhosa gezählt, deren Sprache isiXhosa die meisten von ihnen sprechen. Während der Grenzkriege waren ihre militärischen Fähigkeiten von Bedeutung. 
Sie wurden im Englischen als Fingo bezeichnet, woraus sich die zeitweise genutzte Bezeichnung Fingoland für den Südwesten des ehemaligen Homelands Transkei um Butterworth ableitet. Fingoland lag zwischen dem Great Kei River und dem Bashee River (heute Mbhashe). Ein anderes historisches Siedlungszentrum der Mfengu ist Peddie nahe dem Great Fish River.

## Geschichte
Der Begriff amaFengu bedeutet „Wanderer“. Sie wurden während der Mfecane mit anderen Ethnien von den Zulu unter Shaka vertrieben. Die meisten Mfengu flohen westwärts und siedelten Anfang der 1830er Jahre im Gebiet der Xhosa in der heutigen Provinz Ostkap, darunter im späteren Fingoland. Ihre traditionellen Strukturen waren zerstört, so dass sie leichter als andere Ethnien von europäischen Denkweisen beeinflusst werden konnten. So waren sie die ersten Nguni, die sich taufen ließen. 1835 wurden sie als britische Staatsbürger anerkannt und siedelten unter dem Schutz der Briten in einer Pufferzone am Great Fish River. Im selben Jahr bildeten sie mit den britischen Truppen der Kapkolonie eine Allianz und gewannen mehrere Gefechte, vor allem gegen die zu den Xhosa gehörenden Gcaleka. Am 14. Mai 1836 legten Mfengu in Peddie vor dem Missionar Ayliff einen Eid ab, demzufolge sie Gott und den Missionaren gehorchen wollten, loyal zur Regierung sein wollten und ihre Kinder im Sinne der Missionare erziehen wollten. Dafür erhielten sie als erste Bantu Pflüge und konnten somit Weizen anbauen. Mehrere Bildungsinstitutionen, wie Lovedale, Healdtown und St. Matthews, wurden für sie errichtet. Im Verlauf der Grenzkriege wurde das Gebiet Teil der Kolonie Britisch-Kaffraria. 
Die Mfengu nahmen nicht an der Viehtötung der Xhosa um 1857 teil und profitierten so von der Schwächung der Xhosa. 1866 ging Britisch-Kaffraria in der Kapkolonie auf. Nach einer längeren Friedensperiode kam es 1877 zum Neunten Grenzkrieg, nachdem während einer Mfengu-Hochzeitsfeier ein Stockkampf zwischen Mfengu und Gcaleka ausgebrochen war. Die Behörden der Kapkolonie beauftragten Captain Veldtman Bikitsha von den Mfengu, Mitglied der militärischen Führung zu sein. Die Truppen, die vor allem aus Mfengu, Thembu und Buren bestanden, besiegten die Xhosa binnen dreier Wochen. Der britische Gouverneur Henry Bartle Frere entwaffnete jedoch anschließend gewaltsam die Mfengu, so dass diese sich auf die Seite der Xhosa schlugen. 1879 wurde auch Fingoland von den Briten annektiert.  
Zu den bekannten Mfengu gehören neben Veldtman Bikitsha der Politiker John Tengo Jabavu und sein Sohn Davidson Don Tengo Jabavu. Am 14. Mai 1907 wurde erstmals der Mfengu Emancipation Day begangen, der an den Eid von 1836 erinnern sollte. Die Xhosa riefen analog dazu 1909 den Ntsikana Day aus, in Erinnerung an den gleichnamigen Propheten. Im 20. Jahrhundert gab es Bestrebungen unter den Mfengu, ein eigenes Bantustan zu erhalten. Das Bantustan Ciskei war jedoch für die Mfengu und die westlichen Xhosa vorgesehen. 1968 verfassten Mfengu unter ihrem Oberhaupt Mabandla das Fingo Manifesto, das die Anerkennung der Mfengu als eigene Volksgruppe forderte. Mabandla war damals chief executive (etwa: „Chef der Exekutive“) der Ciskei, der Xhosa Lennox Sebe gewann jedoch die ersten Wahlen 1973, indem er Ressentiments gegen die Mfengu schürte und von der südafrikanischen Regierung dabei unterstützt wurde. Es gelang ihm, die Schlüsselpositionen mit Xhosa zu besetzen, so dass schließlich auch Mabandla seiner Partei Ciskei National Independence Party (CNIP) beitrat und diese bei der Folgewahl alle Sitze erhielt. Viele Mfengu mischten sich mit Xhosa und Zulu, so dass es heute keine ausgewiesene Mfengu-Population mehr gibt.

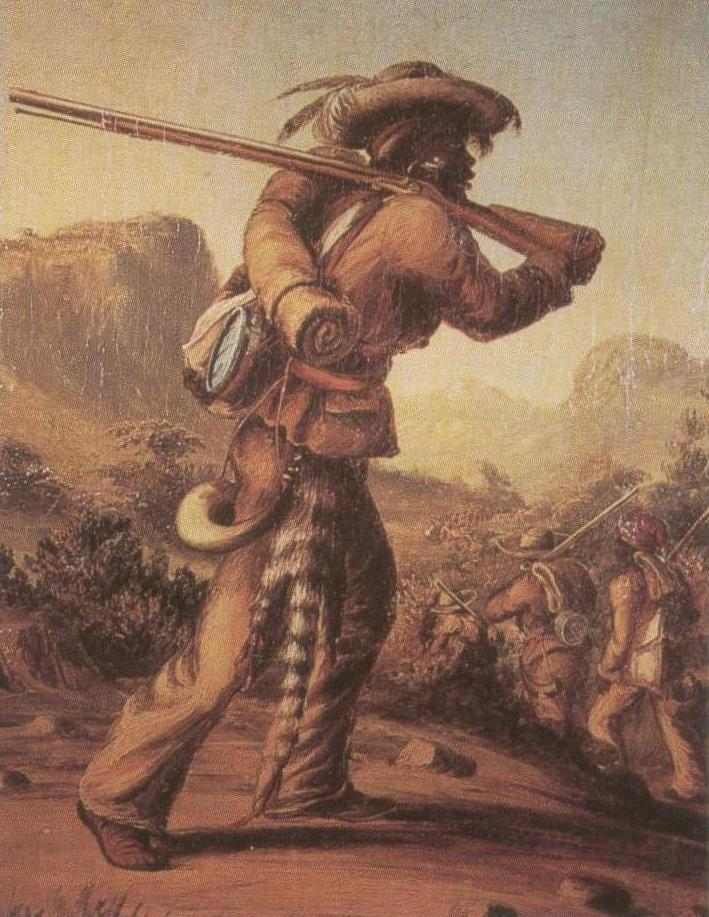
Mfengu als Soldat der Kapkolonie
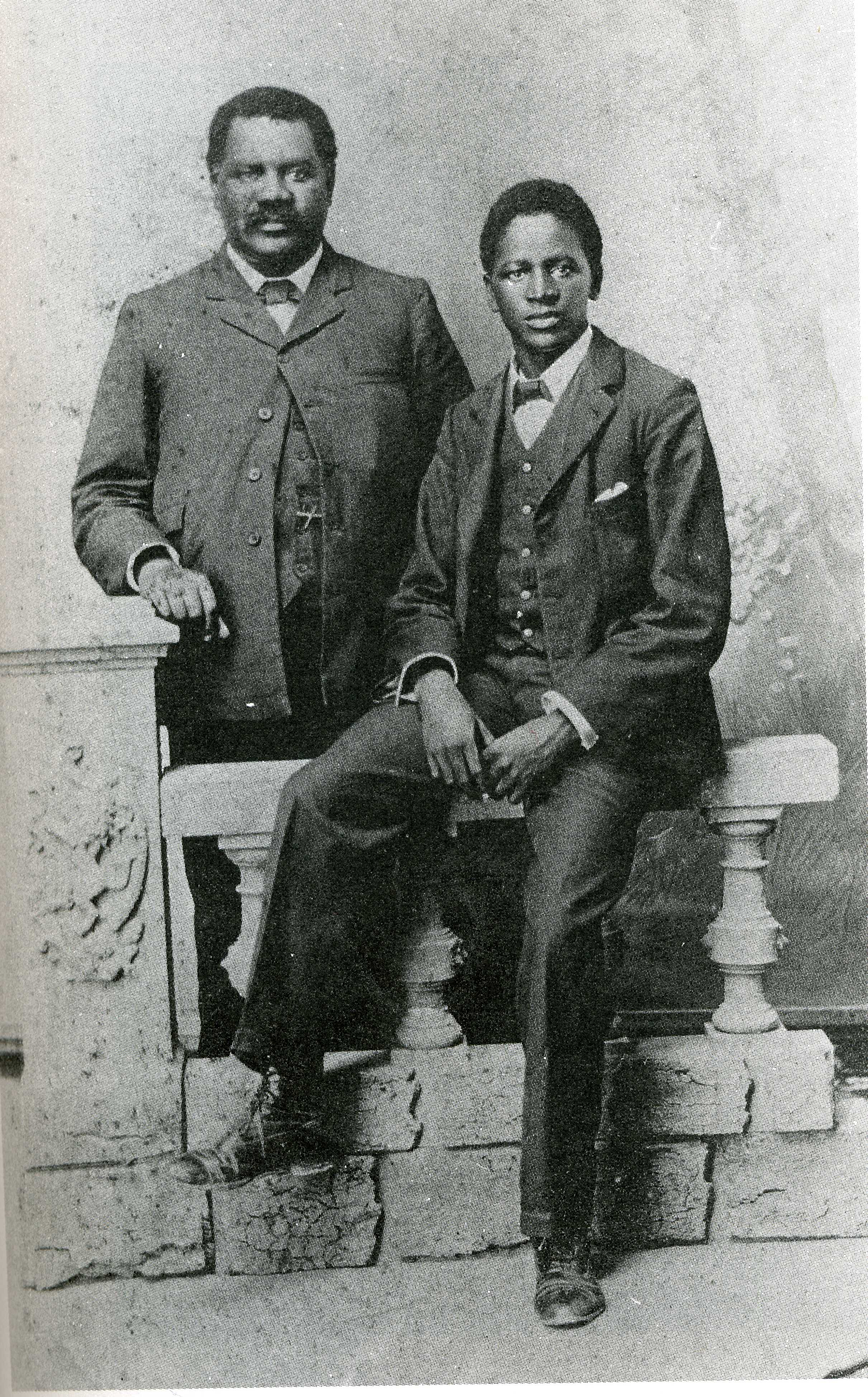
John Tengo Jabavu und Davidson Don Tengo Jabavu, um 1903
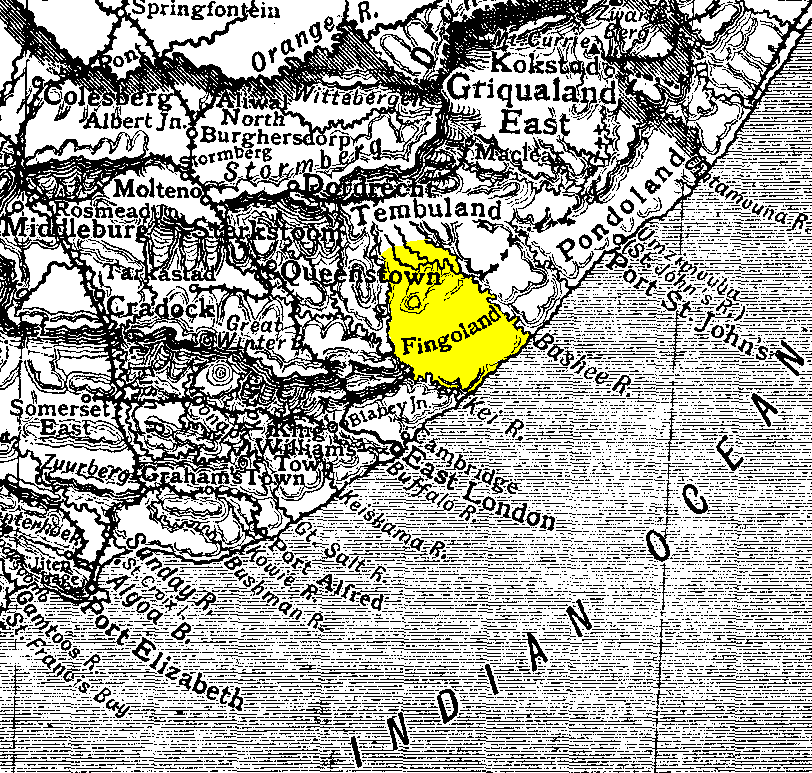
Karte von Fingoland (gelb) und Umgebung (1911)